# طارق عامر
طارق حسن نور الدين عامر هو محافظ البنك المركزي المصري منذ 27 نوفمبر 2015 وذلك بعد استقالة المحافظ السابق هشام رامز من منصبه. عامر هو ابن شقيق المشير عبد الحكيم عامر، ونجل المهندس حسن عامر رئيس مجلس إدارة نادي الزمالك السابق، وقد تولى رئاسة مجلس البنك الأهلي المصري منذ عام 2008، وحتى تقديم استقالته في عام 2013. وأعلن استقالته من منصب محافظ البنك المركزي في 17 أغسطس 2022.

## الدراسة
طارق عامر حاصل على بكالوريوس الاقتصاد والإدارة من الجامعة الأمريكية بالقاهرة.

## محافظ البنك المركزي
شغل عامر منصب نائب محافظ البنك المركزي إبان فترة فاروق العقدة، منذ 2003، وحتى 2008. وكان أبرز المرشحين لخلافته، بالإضافة إلى هشام رامز، ومحمد بركات وقد تولى منصب المحافظ في 27 نوفمبر 2015، بعد استقالة هشام رامز من منصبه، وتكليف الرئيس المصري عبد الفتاح السيسي لعامر بتولي رئاسة البنك المركزي.

## أعماله

صورة لجنيه مصري بعد إعادة إصداره، ويحمل إمضاء طارق عامر

صورة لنصف جنيه مصري بعد إعادة إصداره، ويحمل إمضاء طارق عامر

1. أعاد طباعة الجنيه الورق والنصف جنيه الورقى
2. أحدث تغييرا طفيفا في شكل العشرين جنيه والخمسين جنيه
3. تحرير سعر صرف الجنيه بالكامل ليتحدد وفقاً لقوى العرض والطلب في السوق النقدية (تعويم الجنيه) في  3 نوفمبر 2016 [3]
4. أصدر أول عملة بلاستيكية فئة العشر جنيهات.[4]

## الجوائز
حصل طارق عامر علي العديد من الجوائز خلال توليه منصب محافظ البنك المركزي وأهمها:
- حصل علي لقب أفضل محافظ بنك مركزى لعام 2017 في منطقة الشرق الأوسط وشمال أفريقيا، طبقًا لمجلة جلوبال ماركتس.[5]
- أفضل محافظ بنك مركزى عربى لعام 2017 من قبل اتحاد المصارف العربية.[6]
- حصل على جائزة المصرفى الأول في العالم العربى لعام 2018 من مؤسسة الأهرام.[7]
- جائزة المصرفى الأفريقى (African Banker Award) السنوية كأفضل محافظ للبنوك المركزية الأفريقية لعام ٢٠١٩.[8]
- اختارته مجلة جلوبال فاينانس العالمية التي تصدر عن اجتماعات صندوق النقد والبنك الدوليين كواحد من أفضل 21 محافظًا للبنوك المركزية على مستوى العالم العام الماضي.
- جلوبال فاينانس عن أن طارق عامر ضمن أفضل محافظي البنوك المركزية في العالم لعام 2022.[9][10][11]